# Hugh Young
Hugh David Young (Ames, Iowa, 3 de novembro de 1930 — 20 de agosto de 2013) foi um físico estadunidense.
Filho de Hugh Surber Young e Nellie Sibella Peters. Começou a estudar na Universidade Carnegie Mellon (na época Carnegie Institute of Technology) em 1948, onde obteve nos 11 anos seguintes os graus de bacharel, mestre e doutor em física.

## Obras
- Francis Sears, Mark Zemansky, Hugh Young e Roger Freedman. Física.